# Elefante branco

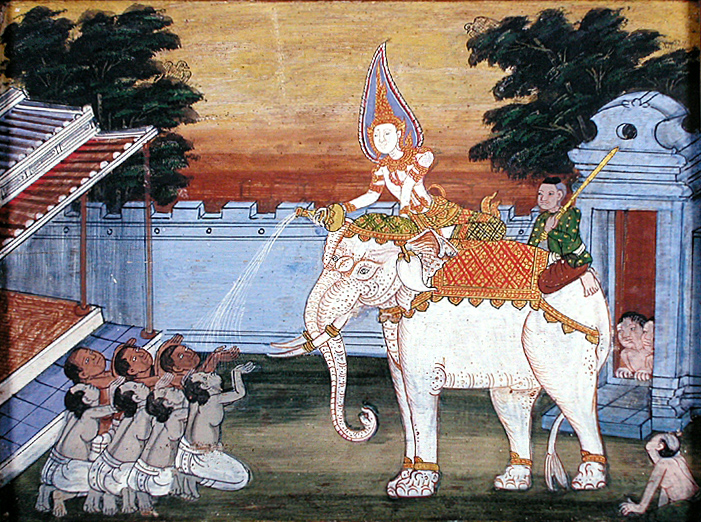
Um elefante branco em pintura tailandesa do século XIX.

Elefante branco é uma expressão idiomática para uma posse valiosa da qual seu proprietário não pode se livrar e cujo custo (em especial o de manutenção) é desproporcional à sua utilidade ou valor. O termo é utilizado na política para se referir a obras públicas sem utilidade.
Na Espanha, o termo é utilizado popularmente para se referir a Alfonso Armada, militar que participou no falido golpe de estado, no 23 de fevereiro de 1981, contra o presidente democrático Adolfo Suárez, cujo objetivo era derrubar o presidente democraticamente eleito e restaurar a ditadura militar.

## Origem do termo
O termo tem origem nos elefantes albinos mantidos pelos monarcas do Sudeste Asiático em Myanmar, Tailândia, Laos e Camboja, onde eram considerados sagrados. Possuir um elefante branco era considerado (e ainda é considerado na Tailândia e no Mianmar) um sinal de que o governante reinava com justiça e poder e de que o reino era abençoado com paz e prosperidade. A tradição deriva de contos que associam o elefante branco com o nascimento de Siddhartha Gautama, o Buda, já que a mãe dele teria sonhado com um elefante branco presenteando-a com uma flor de lótus, símbolo de sabedoria e pureza, na véspera do parto. Como os animais eram considerados sagrados e as leis os protegiam do trabalho, receber um elefante branco de presente de um monarca era simultaneamente uma bênção e uma maldição: uma bênção porque o animal era sagrado e um sinal do favoritismo do monarca pelo cortesão que o recebia;  uma maldição porque o animal não tinha uso prático (não podia trabalhar) que compensasse o custo de sua manutenção.
A Ordem do Elefante Branco é uma honraria concedida pelo governo da Tailândia. Composta por oito tipos de medalhas, foi criada em 1861 pelo então rei do Sião Rama IV.

## Exemplos de supostos elefantes brancos
- O Hospital Modelo de Cuiabá, adquirido pelo governo do estado da iniciativa privada em 2003, foi considerado um elefante branco pela jornalista Sandra Carvalho por estar abandonado desde então.[3]

- Alguns complexos esportivos construídos para os Jogos Pan-Americanos de 2007, como a Arena Multiuso, o Parque Aquático Maria Lenk, o Complexo Esportivo Deodoro[4] e o Velódromo da Barra,[5] foram acusados de terem se transformado em elefantes brancos.

- De acordo com o procurador da República Felício Pontes Junior, autor de todos os processos contra a Usina Hidrelétrica de Belo Monte, esta será um "elefante branco", devido à sua baixa capacidade de geração de energia.[6]

- De acordo com telegrama vazado pelo Wikileaks, o governo dos Estados Unidos considera a tentativa do governo brasileiro de adquirir um submarino nuclear como um "elefante branco politicamente popular".[7]

- Há a preocupação de que alguns estádios construídos para a Copa do Mundo de 2014, como a Arena das Dunas (em Natal)[8], o Estádio Mané Garrincha (em Brasília)[9], a Arena da Amazônia (em Manaus)[10] e a Arena Pantanal (em Cuiabá)[11] tornem-se elefantes brancos.

- Em Portugal, os estádios de futebol construídos para o Campeonato Europeu de Futebol de 2004, em especial os de Leiria e de Aveiro, em que as próprias autarquias pensaram mesmo em demoli-los [12][13] por  darem enormes despesas de manutenção às autarquias locais. Até o Estádio do Algarve, quase é outro elefante branco, serve apenas para alguns jogos de futebol e foi alugado à  modestíssima Seleção Gibraltina de Futebol.[14] Há a referir também o Aeroporto de Beja que perdeu o seu único voo comercial previsto para todo o ano de 2014[15] De salientar que esse aeroporto inaugurado em 2011 teve muito poucos voos comerciais. Aquela infraestrutura tornou-se ainda mais inviável pelo abandono da construção da A26, devido a restrições orçamentais que se tornou ela mesmo noutro elefante branco, com algumas infraestruturas como pontes e viadutos ficado inacabados, não servindo para nada.
- Na cidade de Santos, há um viaduto que "liga o nada ao lugar nenhum", conhecido popularmente como elefante branco.[16]
- Em Florianópolis, o Centro de Cultura e Eventos do UFSC teve uma obra demorada que, pelo tamanho e pelo aparentemente pouco uso, foi chamada de elefante branco pelos estudantes. O prédio é chamado assim até hoje, mesmo depois da conclusão e do prédio passar ter um uso constante contrariando o significado do apelido.[17]
- Na cidade de Campo Grande, a obra do Aquário do Pantanal investigada por suspeita de superfaturamento e fraudes pela Polícia Federal, Controladoria Geral da União e pelos Ministérios Públicos estatual e federal. Dos 14 mil peixes comprados ou capturados na natureza, metade já morreu. A Justiça mandou fazer uma nova licitação. O atual governo do estado queria contratar uma empresa sem licitar, alegando que assim o custo seria menor. O Ministério Público impediu.[18]